# Matthew Frew
Matthew Frew (Glasgow, 7 aprile 1895 – Pretoria, 28 maggio 1974) è stato un aviatore britannico.
Il Vice maresciallo dell'aria Sir Matthew Brown Frew, (Ordine dell'Impero Britannico, Ordine del Bagno, Distinguished Service Order, Military Cross, Air Force Cross (Regno Unito) e Medaglia d'argento al Valor Militare) è stato un asso della prima guerra mondiale, accreditato con 23 vittorie aeree, di cui 7 sul fronte italiano, che ha continuato a servire come un ufficiale superiore della Royal Air Force e della South African Air Force durante la seconda guerra mondiale.

## Biografia
Frew è nato a Glasgow, in Scozia, figlio di Henry Lorimer Frew e di sua moglie Annie. Suo padre era socio nell'azienda di famiglia di George Frew & Son, Velaio e produttore di cover di Paterson Street a Glasgow.
Frew si arruolò nella Highland Light Infantry nel 1914 e dopo aver prestato servizio in prima linea in Francia venne trasferito al Royal Flying Corps nell'agosto del 1916. Dopo aver prestato servizio come cadetto, è stato nominato temporary second lieutenant il 26 settembre, flying officer il 6 aprile 1917 e confermato nel suo rango l'11 aprile.

## Nell'aviazione
Il 28 aprile 1917 Frew fu assegnato al No. 45 Squadron RAF (RFC) per servire sul fronte occidentale in Francia, sui Sopwith 1½ Strutter. Ha ottenuto le sue prime due vittorie il 5 giugno, volando con l'osservatore Second Lieutenant M. J. Dalton, poi altre tre tra il 16 luglio e il 10 agosto con l'osservatore Second Lieutenant George Brooke, tutti Albatros D.III, per raggiungere lo status di Asso dell'aviazione.
Lo Squadron n. 45 è stato quindi equipaggiato con il Sopwith Camel e Frew ha ottenuto la sua sesta vittoria il 3 settembre, altre due il giorno successivo, poi altre dieci entro il 27 ottobre. Il 18 ottobre gli fu assegnata la Military Cross.
Il 24 ottobre, sebbene fosse ancora solo un second lieutenant, fu nominato Flight commander con il grado provvisorio di capitano.
Lo Squadron n. 45 è stato poi trasferito al Fronte Italiano dove Frew ha ottenuto altre sette vittorie tra l'11 gennaio ed il 4 febbraio, portando il totale confermato a 23.
Dopo che il suo aereo fu colpito dall'antiaerea il 15 gennaio 1918, Frew soffrì di dolori al collo ed alla fine fu rimpatriato in Inghilterra il mese successivo, per fare l'istruttore di volo presso la Central Flying School per il resto della guerra. Il 4 marzo è stato insignito della Distinguished Service Order ed è stato promosso lieutenant il 26 marzo.
Il 1º aprile 1918, il giorno in cui il Royal Flying Corps ed il Royal Naval Air Service furono uniti per formare la Royal Air Force, Frew fu nuovamente nominato capitano temporaneo. Ha ricevuto la Menzione nei dispacci il 18 aprile ed il 30 maggio, il 12 settembre gli viene concesso il permesso di indossare la Medaglia d'argento al Valor Militare assegnatogli dal re d'Italia Vittorio Emanuele III di Savoia. Il 5 maggio 1919 Frew fu trasferito nella lista dei non impiegati ed il suo premio dell'Air Force Cross (Regno Unito) fu pubblicato nella Gazzetta poco dopo il 30 maggio.

## Il dopoguerra
Il 24 ottobre 1919 Frew si riunì alla RAF con una breve commissione di servizio con il grado di flight lieutenant. Dal 19 febbraio 1920 ha prestato servizio come Air Staff presso la sede del No. 7 Group RAF, poi l'8 giugno è stato assegnato al RAF (Cadet) College presso RAF Cranwell, vicino a Sleaford, per prestare servizio nello staff e come istruttore. Il 28 luglio 1921 Frew ottenne una commissione permanente nella RAF, mantenendo il suo rango e anzianità, e la sua breve commissione di servizio fu annullata.
L'8 dicembre 1921 fu assegnato al No. 6 Squadron RAF del RAF Middle East Command, quindi al No. 4 Flying Training School in Egitto il 14 ottobre 1923 per servire come istruttore di volo. Il 16 dicembre 1925 Frew tornò all'Home Establishment, per servire nello staff della Armament and Gunnery School presso la RAF Eastchurch, due miglia ad est di Minster (Kent), dove il 1º luglio 1927 fu promosso squadron leader. Il 24 luglio 1927 fu nominato Chief Flying Instructor al No. 1 Flying Training School RAF, RAF Netheravon a 6,4 km a nord di Amesbury.
Frew tornò in Medio Oriente quando il 10 marzo 1931 fu nominato membro dell'Air Staff (Operations) presso la sede del RAF Iraq Command, con sede a RAF Hinaidi, vicino a Baghdad. L'11 maggio 1933 fu nominato Officer Commanding del No. 111 Squadron RAF . Il 1º luglio 1934 fu promosso wing commander ed il 15 agosto fu nominato Officer Commanding del No. 10 Squadron RAF, con sede a RAF Boscombe Down, vicino ad Amesbury. Il 22 marzo 1937 fu nominato Officer Commanding della RAF Hornchurch di Havering, prendendo il comando il 2 aprile ed il 1º luglio 1938 fu promosso group captain. Il 2 agosto 1938 fu nominato Senior Air Staff Officer del No. 23 (Training) Group, con sede a RAF Grantham.

## Seconda guerra mondiale
Il 1º settembre 1940 Frew fu nominato Air Officer Commanding del Training Headquarters della South African Air Force. Il 1º dicembre 1940 fu promosso temporaneamente air commodore ed air vice marshal il 16 settembre 1942, quando assunse la posizione di AOC, Directorate of Air Training della SAAF.
Frew fu nominato dell'Ordine del Bagno il 1º gennaio 1943 ed il 1º giugno fu promosso da air commodore (acting air vice marshal) al air vice marshal temporaneo. Il 16 settembre 1943 il suo grado acting air commodore fu reso sostanziale alla guerra e dal 24 settembre fu gli permesso di indossare le insegne di Commander nel Reale Ordine di Giorgio I con Spade, conferito "in riconoscimento di preziosi servizi resi in connessione con la guerra" dal Re Giorgio II di Grecia.
Il 15 giugno 1945 a Frew fu concesso il permesso di indossare la Military Cross, di 1ª classe, conferita dal governo belga. Il 1º gennaio 1946 fu promosso da Air Commodore (vice-maresciallo delle forze aeree) a Vice maresciallo dell'aria ed il 1º gennaio 1948 fu nominato Commendatore dell'Ordine dell'Impero Britannico. Frew si ritirò dalla RAF a domanda dal 19 dicembre 1948.
L'Air Vice Marshal Frew morì a Pretoria, in Sudafrica, il 28 maggio 1974.